# Jardins del Buen Retiro
Els Jardins del Buen Retiro eren una àrea enjardinada pública de Madrid de finals del segle xix. Ocupaven la cantonada sud-oriental de l'encreuament entre el Carrer d'Alcalá i el Saló del Prado. Actualment en el seu lloc s'aixeca el Palau de Comunicacions de Madrid.

## Història
Originalment aquesta àrea era una part del conjunt palatí del Buen Retiro, i s'hi situava la zona d'hortes de palau, en la part anomenada «Prado Alto». Amb la deterioració de la zona residencial original, durant el segle xix, aquesta cantonada deixa de ser emprada amb la finalitat inicial i, conforme es va urbanitzant l'àrea dels jardins tocant amb el Saló del Prado, la cantonada queda desvinculada de la resta del parc del Retiro, i passa a ser un ens independent anomenat «Jardins del Buen Retiro», tal com podem llegir en la llista de carrers de Madrid de 1906. Era una zona de notable elevació i formava un petit pujol, tal com podem apreciar en nombroses fotografies i en el plànol de Madrid de Carlos Ibáñez de Ibero de 1875.
No obstant això, atès l'aïllament i la proximitat del gran parc madrileny, des de finals del segle xix es comença a parlar en la premsa sobre els interessos immobiliaris especulatius sobre aquest solar. Finalment, en 1904 s'aprova en Corts la requalificació de dita terrena, i pocs anys després comença la tala d'arbres i el desmunti del citat pujol, per a la construcció de la seu de Correus, que serà inaugurada en 1918.
Pío Baroja, en la seva obra Las noches del Buen Retiro (precisament), narra els passatemps de la societat madrilenya en aquests jardins, en una nostàlgica evocació del Madrid de finals del segle xix, època de la seva joventut.
També Arturo Barea, en el primer llibre de la seva Forja de un rebelde, afirma: «Anem també, de vegades, a altres llocs de Madrid: al Retiro quan hi ha música o a els jardins del Buen Retiro que estan davant del Retiro».